# Liste des aéroports au Lesotho

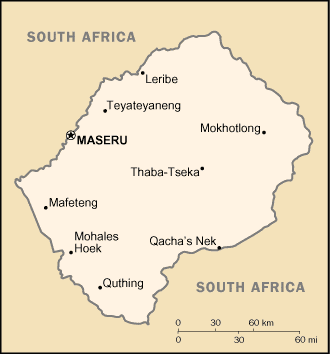
Carte du Lesotho

Voici une liste des aéroports du Lesotho, triés par lieu.

## Aéroports
| Lieu             | OACI  | AITA | Nom                                         |
| ---------------- | ----- | ---- | ------------------------------------------- |
| Bobete (en)      | FXBB  |      | Aéroport de Bobete (en)                     |
| Katse            | FXKA  |      | Aéroport de Katse (en)                      |
| Kuebunyane       | FXKY  |      | Aéroport de Kuebunyane (en)                 |
| Lebakeng         | FXLK  | LEF  | Aéroport de Lebakeng (en)                   |
| Leribe           | FXLR  | LRB  | Aéroport de Leribe (en)                     |
| Lesobeng (en)    | FXLS  | LES  | Aéroport de Lesobeng (en)                   |
| Letlapeng        | FXKB  |      | Aéroport de Kolberg (en)                    |
| Mine de Letseng  | FXKB  |      | Aéroport de Letseng (en)                    |
| Mafeteng         | FXMF  | MFC  | Aéroport de Mafeteng (en)                   |
| Malefiloane      | FXML  |      | Piste d'atterrissage de Malefiloane (en)    |
| Matekane         | FXME* |      | Piste de Matekane                           |
| Mantsonyane (en) | FXMN  |      | Aéroport de Mantsonyane (en)                |
| Matabeng         | FXMT  |      | Piste d'atterrissage de Matabeng Store (en) |
| Matsaile         | FXMA  | MSG  | Aéroport de Matsaile (en)                   |
| Mohale's Hoek    | FXMH  |      | Aéroport de Mohale's Hoek (en)              |
| Mohlanapeng (en) | FXMP  |      | Aéroport de Mohlanapeng (en)                |
| Mokhotlong       | FXMK  | MKH  | Aéroport de Mokhotlong (en)                 |
| Maseru           | FXMM  | MSU  | Aéroport international de Maseru            |
| Maseru           | FXMU  |      | Aéroport Mejametalana                       |
| Nkaus            | FXNK  | NKU  | Aéroport de Nkaus (en)                      |
| Nohana           | FXNH  |      | Aéroport de Nohana (en)                     |
| Pelaneng         | FXPG  | PEL  | Aéroport de Pelaneng (en)                   |
| Quthing          | FXQG  | UTG  | Aéroport de Quthing (en)                    |
| Qacha's Nek      | FXQN  | UNE  | Aéroport de Qacha's Nek (en)                |
| Sehlabathebe     | FXSE  |      | Aéroport de Sehlabathebe (en)               |
| Sehonghong (en)  | FXSH  | SHK  | Aéroport de Sehonghong (en)                 |
| Sekake           | FXSK  | SKQ  | Aéroport de Sekake (en)                     |
| Semenanyane      |       |      | Aéroport de Semenanyane (en)                |
| Semonkong (en)   | FXSM  | SOK  | Aéroport de Semonkong (en)                  |
| Seshote (en)     | FXSS  | SHZ  | Aéroport de Seshutes (en)                   |
| Tebellong        | FXTB  |      | Aéroport de Tebellong (en)                  |
| Thaba Tseka      | FXTA  | THB  | Aéroport de Thaba Tseka (en)                |
| Tlokoeng         | FXTK  | TKO  | Aéroport de Tlokoeng (en)                   |